# Gothika (novela)

Gothika es una novela escrita en el año 2007 por Clara Tahoces. Fue ganadora del Premio Minotauro. La novela se presenta como una historia clásica de vampiros pese a que no se atiene a los cánones del subgénero y que aborda la figura del vampiro de forma libre, aventurada y españolizada. Los temas del descubrimiento personal, la soledad y la aceptación también están presentes en el libro. También se caracteriza por el peso de su personaje femenino y por recrear el ambiente gótico de Madrid con escasa fidelidad a la ambientación según la crítica.

## Sinopsis
Analisa es una joven aristócrata huérfana que vive en Madrid alejada de su familia hasta que un día recibe una carta de su tía Ermesinda, que la informa de su precario estado de salud y su deseo que la acompañe en sus últimos días de vida. A pesar de algunos reparos iniciales Analisa viaja a Estepa para conocer a su tía, y tras un arduo viaje llega a su mansión.
Analisa pronto descubre que el mal que aqueja a su tía comienza a afectarla a ella también, siendo acosada por terribles pesadillas en la que es amenazada en ocasiones por una bestia y en ocasiones por una mujer, o se ve enterrada en vida, etc., lo que provoca que se resienta su salud. Su tía Ermesinda, a pesar de estar postrada en una silla de ruedas, parece estar recuperándose.
Poco a poco Analisa cambia físicamente hasta convertirse en una no muerta. Con el paso de los años Analisa sobrevive a las guerras y penurias que afectan a España, alimentándose de los invasores franceses y perfeccionando sus métodos de caza y protección.
Ya en el siglo XXI Analisa conoce por internet a Violeta, que tras ser seducida por la vampira, abandona Valencia para ir a Madrid y acompañar a la no muerta. La amistad tortuosa entre Analisa y Violeta se convierte en una especie de esclavitud para la segunda, que solo podrá escapar con la llegada de Darío, un joven obsesionado con la existencia de los vampiros y el ambiente gótico.